# Ali Zenaïdi
Ali Zenaïdi (arabe : علي الزنايدي), né le 15 janvier 1950 à Tunis, est un peintre tunisien,.

## Biographie

### Formation
Ali Zenaïdi naît et grandit dans le quartier de Bab El Jazira dans la médina de Tunis. L'environnement de la médina et son ambiance caractéristique vont être pour lui une source d'inspiration dans laquelle il puisera tout le long de sa carrière.
Après son baccalauréat en lettres obtenu au lycée Alaoui en 1970, il s'oriente vers des études supérieures de droit puis vers des études artistiques à l'Institut d'art, d'architecture et d'urbanisme de Tunis (actuel Institut supérieur des beaux-arts de Tunis). Il obtient sa maîtrise en culture et communication, spécialité peinture, en 1975.

### Carrière professionnelle
Après ses études, Ali Zenaïdi devient professeur d'arts plastiques dans l'enseignement secondaire, de 1975 à sa retraite en 2010.
De 1992 à 1995, il est chargé de la direction des arts plastiques au ministère de la Culture. Fin 1995, il effectue un séjour artistique d'un an à la Cité internationale des arts de Paris.
En 1996, il est commissaire de l'exposition Peinture tunisienne en France : touches et traces, organisée par l'association d'amitié Tunisie-France et qui a lieu à l'Acropolium de Carthage ainsi qu'à la galerie Yahia de Tunis. L'exposition réunit 28 peintres tunisiens et français ayant un lien d'attache avec la Tunisie. Parmi eux, Edgard Naccache, Nello Levy, Lucien Charles Timsit, Meriem Bouderbala et Mourad Salem.
En 2002, il est commissaire de la deuxième biennale des arts de la ville de Tunis qui a lieu au musée de la ville de Tunis. La biennale, organisée par la ville de Tunis en partenariat avec l'association Échanges culturels en Méditerranée, est consacrée à la peinture et réunit quatorze pays.

## Œuvres
Ses œuvres variant entre l'abstrait et le figuratif retracent la mémoire des espaces vécus, des couleurs, des signes et des symboles inspirés par la culture islamique, tant arabo-berbère que méditerranéenne. La médina de Tunis, lieu où il a grandi et berceau de son enfance, nourrit son imaginaire et sa création artistique. Ses tableaux représentent des scènes populaires, des métiers d'artisans ou des paysages architecturaux où les signes, symboles et couleurs possèdent une grande importance,,.

## Expositions
En 2012, le musée de la ville de Tunis lui consacre une exposition rétrospective des années 1975 à 2012. Près de 150 œuvres de l’artiste meublent cette rétrospective organisée sous le patronage du ministère de la Culture, avec le concours de la municipalité de Tunis,.
En 2015, une deuxième exposition rétrospective, intitulée Mémoire réinventée, a lieu au musée de la ville de Tunis. Celle-ci retrace quarante ans de création (1975-2015) par le biais de 153 œuvres. Un livre, conçu pour l'occasion, est édité,.

## Distinctions
- 1991 : premier prix d'art contemporain à San Vito (Italie)[7],[8] ;
- 1995 : prix du jury d'art contemporain arabe à Abou Dabi (Émirats arabes unis)[7],[8] ;
- 2010 : premier grand prix de la ville de Tunis (Tunisie)[7],[8] ;
- 2010 : troisième Ordre du Mérite culturel de la République tunisienne.